# Fundación Ferrer-Dalmau
La Fundación Arte e Historia Ferrer-Dalmau (FFD), más conocida como la Fundación Ferrer-Dalmau, es una fundación española sin ánimo de lucro fundada el 30 de junio de 2021 por el reconocido y prestigioso pintor y académico español Augusto Ferrer-Dalmau, conocido como el Pintor de Batallas. Tiene por objeto la divulgación, formación y puesta en valor de los recursos históricos, artísticos y culturales de España realizando actividades como talleres, exposiciones, foros, etc. Para ejecutar esta tarea se utilizan diferentes artes como pintura, escultura, arquitectura, literatura, cómics, música o cine entre otras.

## Objetivo
Según su fundador, Augusto Ferrer-Dalmau Nieto, la FFD nace para poder cubrir en un solo proyecto la docencia universitaria, formación ocupacional y la difusión cultura del legado histórico de España basándose principalmente en dos modelos:
- La tradición de Escuelas de Pintura europeas: talleres artesanales que se agrupaban en calles y barrios cuyos conocimientos eran conservados y transmitidos directamente entre dichos talleres por generaciones. El resultado fue una gran colección de ilustraciones, estampas, grabados, encuadernaciones, etc de gran influencia entre el Medievo y el Renacimiento. En el XVIII hubo una gran crisis provocada por el reformismo ilustrado, pero en el siglo XIX en España se genera un auge de la Pintura de Historia como género específico tocando temas como El Imperio Español, La Guerra de la Independencia, etc. El objetivo de la FFD es intentar recuperar ese espíritu artesanal y didáctico de la pintura centrado en la Historia.
- El Taller Grekóv:[11] creado en la Unión Soviética para reunir a pintores y escultores de batallas en torno al pintor ruso Grekóv. La FFD quiere seguir esos pasos manteniendo del trabajo artesanal y técnicas varias para emplearlas en nuevas creaciones artísticas.

Ambos modelos forman el Taller de Artistas Históricos Ferrer-Dalmau de Pintura, Escultura e Historia el cual se centra en la formación de nuevos creadores, investigadores y restauradores de este tipo de arte.

## Patronos
El patronato de la Fundación Ferrer-Dalmau consta actualmente de 20 de patronos, entre los que se encuentran:
- S.A.R. el Príncipe Pedro de Borbón-Dos Sicilias y de Orleans, Duque de Calabria, Presidente del Real Consejo de Órdenes Militares desde 2014.[14] Es el actual Jefe de Casa Real de Borbón-Dos Sicilias y como tal es el Soberano y Gran Maestre de la Sacra y Militar Orden Constantiniana de San Jorge y de la Insigne y Real Orden de San Jenaro.[15]
- Excmo. Sr. General de Ejército D. Fernando Alejandre Martínez, Jefe del Estado Mayor de la Defensa del Reino de España entre los años 2017[16] y 2020,[17] actual vocal en la Asamblea de la Real y Militar Orden de San Hermenegildo[18] y consultor en destacadas empresas del sector seguridad y defensa.
- Excmo. Sr. D. Arturo Pérez-Reverte Gutiérrez. Periodista y escritor, es Académico Número de la Real Academia de la Lengua Española (letra T).[19]
- Excmo. Sr. D. Manuel Marchena Gómez. Doctor en Derecho, es el presidente de la Sala Segunda del Tribunal Supremo desde 2014,[20] del que es magistrado desde 2007 tiempo hasta el cual ejerció su carrera de fiscal, llegando a ser fiscal de sala del Tribunal Supremo, así como fiscal de sala jefe de la Secretaría Técnica de la Fiscalía General del Estado.[21] A lo largo de su prestigiosa carrera ha sido nombrado Académico Correspondiente de la Real Academia de Jurisprudencia y Legislación de España, así como Académico de Número de la Real Academia de Doctores de España (medalla n.º 63).[22]
- Excmo. Sr. General de Brigada D. Juan Antonio Díaz Cruz, Director General de Protección Civil y Emergencias entre los años 2012[23] y 2018,[24] es el actual coordinador nacional de comunicación de Cáritas Castrense España.[25]

## Monumento a los Tercios
Uno de los principales proyectos artísticos de la FFD es la construcción de un monumento a los Tercios en Madrid. La composición artística ha sido elaborada por Augusto Ferrer-Dalmau y el asesoramiento histórico de  expertos, el escultor Salvador Amaya tiene como objetivo realizar un grupo escultórico, de inspiración clásica, sobre pedestal de piedra en el que estén representadas algunas de las figuras más representativas de aquellos soldados del Siglo de Oro español: un arcabucero, un piquero, un abanderado y su capitán. Junto a ellos caminará un perro, símbolo de lealtad y entrega hasta el final. El monumento tendrá 2,60 metros de altura y está siendo realizado en bronce fundido a la cera perdida.

## Enlaces
- Sitio web oficial
- El legado de un artista para siglos venideros

- Datos: Q113489677